# Рояк, Соломон Моисеевич
Соломон Моисеевич Рояк (23.06.1901-12.10.1994) — советский учёный в области производства цемента, лауреат Сталинской премии, заслуженный строитель РСФСР, профессор.
Родился в Витебске.
С 1926 г. научный сотрудник лаборатории цемента Государственного экспериментального института силикатов — ГЭИС, который затем был реорганизован во Всесоюзный научно-исследовательский институт цементов (ВНИЦ), в 1937 году — во Всесоюзный Государственный научно-исследовательский и проектный институт цементной промышленности «Гипроцемент».
С 1947 г. заместитель директора нового НИИ цементной промышленности (НИИцемент).
Также в 1930—40-е годы занимал ответственные должности в Наркомтяжпроме и МПСМ СССР. В 1950-х гг. по совместительству преподавал в МХГИ им. Д. И. Менделеева. В 1960-1970-е гг. профессор ВЗИСИ.
Кандидат технических наук, доцент.
Автор работ по изучению свойств доменных шлаков и шлаков цветной металлургии, технологий шлакопортландцемента, сульфатостойких, тампонажных, быстротвердеющих и других видов специальных цементов.
Сталинская премия 1950 года — за создание и внедрение в производство новых видов цемента. Заслуженный строитель РСФСР (1973). Награждён орденом Ленина.
Сочинения:
- Требования промышленности к качеству минерального сырья [Текст] : Справочник для геологов / [Ред. коллегия: А. И. Гинзбург, А. Д. Ершов (глав. ред.) и др.] ; М-во геологии и охраны недр СССР. Всесоюз. науч.-исслед. ин-т минер. сырья. — [2-е изд.]. — Москва : Госгеолтехиздат, 1958—1965. — 22 см. Вып. 52: Цементное сырье / Авт. С. М. Рояк, В. Е. Шнейдер ; Науч. ред. П. П. Будников. — 1962. — 84 с.
- Физико-химические основы применения магнезиальных и титанистых доменных шлаков в цементном производстве. М.: ВНИИЭСМ, 1977.
- Специальные цементы [Текст] : учебное пособие / С. М. Рояк, Г. С. Рояк . — М. : Стройиздат, 1969. — 278 с. : ил.
- Специальные цементы [Текст] : [учебное пособие для вузов по специальности «Химическая технология вяжущих материалов»] / С. М. Рояк, Г. С. Рояк. — 2-е изд., перераб. и доп. — Москва : Стройиздат, 1983. — 279 с. : ил.; 21 см.
- Специальные цементы / С. М. Рояк, Г. С. Рояк. — М. : Стройиздат, 1993. — 407,[3] с. : ил.; 22 см; ISBN 5-274-01388-0

Сын — Рояк Генрих Соломонович, доктор технических наук, профессор.